# چیگاساکی، کاناگاوا
چیگاساکی در استان کاناگاوا در کشور ژاپن  واقع شده است  که دارای جمعیت ۲۳۱٬۰۰۵ نفر و مساحت ۳۵٫۷۱ کیلومتر مربع با تراکم جمعیت ۶٬۴۶۹  نفر در کیلومترمربع است و در تاریخ ۱ اکتبر ۱۹۴۷ به عنوان شهر شناخته شد.